# Samotna kobieta
Samotna kobieta (beng. চারুলতা Charulata) – indyjski melodramat filmowy z 1964 roku w reżyserii Satyajita Raya. Adaptacja opowiadania Rabindranatha Tagore.

## Treść[1]
Indie, XIX wiek. Charulata jest żoną bogatego Bhupati. Jej mąż, zajęty interesami, nie ma czasu na zajmowanie się swoim małżeństwem. Na jego prośbę, jego brat Umapada wraz z żona wprowadzają się, by zapewnić kobiecie towarzystwo. W międzyczasie ze studiów powraca młodszy brat Bhupati, Amal, który bardzo zaprzyjaźnia się z Charulatą.

## Główne role
- Soumitra Chatterjee – Amal
- Madhabi Mukherjee – Charulata
- Shailen Mukherjee – Bhupati Dutta
- Shyamal Ghoshal – Umapada
- Gitali Roy – Manda
- Bholanath Koyal – Braja
- Suku Mukherjee – Nishikanta
- Dilip Bose – Shashanka
- Joydeb – Nilotpal Dey
- Bankim Ghosh – Jagannath

## Nagrody
- 1965: Nagroda Katolickiego Biura Filmowego (OCIC) – Satyajit Ray (wygrana)
- 1965: Srebrny Niedźwiedź dla najlepszego reżysera – Satyajit Ray (wygrana)
- 1965: Złoty Niedźwiedź; Udział w konkursie głównym – Satyajit Ray (nominacja)
- 1965: Złoty Lotos; Najlepszy film Satyajit Ray – (wygrana)